# Javier Colón
Javier Antonio Colón Rodríguez (Ponce, 4 giugno 1969) è un ex cestista portoricano.

## Carriera
Con Porto Rico ha disputato i Giochi olimpici di Barcellona 1992, due edizioni dei Campionati mondiali (1994, 1998) e tre dei Campionati americani (1992, 1993, 1995).